# Montrose-Ghent
Montrose-Ghent és una concentració de població designada pel cens dels Estats Units a l'estat d'Ohio. Segons el cens del 2000 tenia 5.261 habitants.

## Demografia
Segons el cens del 2000, Montrose-Ghent tenia 5.261 habitants, 1.920 habitatges, i 1.591 famílies. La densitat de població era de 215,6 habitants per km².
Dels 1.920 habitatges en un 34,7% hi vivien nens de menys de 18 anys, en un 76,8% hi vivien parelles casades, en un 3,9% dones solteres, i en un 17,1% no eren unitats familiars. En el 14% dels habitatges hi vivien persones soles el 5,2% de les quals corresponia a persones de 65 anys o més que vivien soles. El nombre mitjà de persones vivint en cada habitatge era de 2,7 i el nombre mitjà de persones que vivien en cada família era de 2,99.
Per edats la població es repartia de la següent manera: un 25,1% tenia menys de 18 anys, un 4,4% entre 18 i 24, un 19,3% entre 25 i 44, un 35,3% de 45 a 60 i un 15,9% 65 anys o més.
L'edat mediana era de 46 anys. Per cada 100 dones de 18 o més anys hi havia 98,5 homes.
La renda mediana per habitatge era de 98.186 $ i la renda mediana per família de 111.330 $. Els homes tenien una renda mediana de 75.000 $ mentre que les dones 43.897 $. La renda per capita de la població era de 56.423 $. Cap de les famílies i el 0,7% de la població estaven per davall del llindar de pobresa.

## Poblacions més properes
El següent diagrama mostra les poblacions més properes.